# عامل الضغط
إن عامل الضغط هو عامل كيميائي أو بيولوجي, أو ظرف بيئة (فيزياء حيوية)|بيئي]] أو حافز خارجي أو حدث قد يسبب الضغط على الكائن الحي. The word "stress" is from estrecier, to tighten.
قد تشتمل أحداث محفزات الاستجابة للضغط على:
- عوامل الضغط البيئية (مستويات الصوت المرتفعة, والإفراط في الإضاءة، والزحام)
- أحداث الإجهاد اليومي (مثل حركة المرور, وفقدان المفاتيح ونوعية وكمية النشاط البدني)
- •	التغيرات الحياتية (مثل الطلاق, الوفاة)
- ضغوطات مكان العمل (على سبيل المثال المتطلبات الوظيفية العالية مع انخفاض التحكم في العمل والإجهاد المتكرر أو المستمر وبذل الجهد القوي والأوضاع الصارمة)
- عوامل الضغط الكيميائية (مثل التبغ, الكحول, المخدرات)
- عوامل الضغط الاجتماعية (مثل المطالب المجتمعية والأسرية)

إن عوامل الضغط لها استجابات فيزيائية وكيميائية وعقلية داخل الجسم. فعوامل الضغط الفيزيائية تؤدي إلى الضغوط الميكانيكية على الجلد والعظام والأربطة والأوتار والعضلات والأعصاب التي تسبب تشوهًا في الأنسجة وفي الحالات المتأخرة تؤدي إلى الفشل النسيجي. والضغوطات الكيميائية تؤدي أيضا إلى استجابة جسدية حيوية مرتبطة بالأيض وإصلاح الأنسجة. وقد تنتج الضغوطات الفيزيائية الألم وتضعف الأداء في العمل. أما الألم المزمن والإعاقة المتطلبة لعناية طبية، فقد تنتج عن محفزات الضغط البدني الشديد أو إذا لم يكن هناك وقت استرداد عافية كاف لفترات التعرض المتوالي.
قد تؤثر عوامل الضغط أيضا على الوظائف العقلية والأداء العقلي. تشمل إحدى الآليات الممكنة تحفيز منطقة ما تحت المهاد , crf (العامل المحفز لهرمون الكورتيكوتروفين) -> فتطلق الغدة النخامية “acth” (هرمون الأدرينوكورتيكوتروفيك) الذي يصل إلى ->القشرة الكظرية لتفرز هرمونات التوتر المختلفة (مثل الكورتيزول) ->يؤدي إلى إفراز هرمونات التوتر (30 نوعا) لتنتقل إلى تيار الدم ثم الأعضاء ذات الصلة مثل الغدد, القلب, الأمعاء. -> فتحدث استجابة الكر والفر . وبين هذا التدفق يوجد مسار بديل يمكن اتخاذه بعد انتقال عوامل الضغط إلى منطقة ما تحت المهاد، ثم إلى الجهاز العصبي الودي. وبعد ذلك، يقوم نخاع لب الكظر بإفراز هرمون الأبينفرين. وقد تؤثر محفزات الضغط النفسية منها والاجتماعية على سلوك الأفراد وكيفية استجابة الأفراد للمحفزات البدنية والكيميائية.

## كتابات أخرى
- National Research Council. Work-Related Musculoskeletal Disorders: Report, Workshop Summary, and Workshop Papers. Washington, DC: The National Academies Press, 1999.